# Missionarie del Sacro Cuore di Gesù e di Santa Maria di Guadalupe
Le Missionarie del Sacro Cuore di Gesù e di Santa Maria di Guadalupe (in spagnolo Misioneras del Sagrado Corazón de Jesús y de Santa María de Guadalupe) sono un istituto religioso femminile di diritto pontificio: le suore di questa congregazione pospongono al loro nome la sigla M.S.C.G.

## Storia
La congregazione fu fondata da María Regina Sánchez Muñóz (1895-1967). Entrò diciassettenne nell'Ordine del Verbo Incarnato, prendendo il nome di Maria Amata del Bambin Gesù, e fu insegnante, ma fu costretta ad abbandonare il chiostro a causa della politica del presidente Plutarco Elías Calles: a seguito della persecuzione, resasi conto della scarsità dei sacerdoti, pensò di organizzare una congregazione per la formazione cristiana della gioventù povera e abbandonata.
La Sánchez Muñóz diede inizio all'istituto il 1º settembre 1926 a Guadalajara, anche grazie alla collaborazione dei gesuiti Leobardo Fernández e Lázaro Valadés; nel 1938, con l'aiuto di Teodosio Martínez Ramos, fondò anche un'omonima congregazione maschile.
Le Missionarie del Sacro Cuore di Gesù e di Santa Maria di Guadalupe ricevettero il pontificio decreto di lode il 29 luglio 1964.

## Attività e diffusione
Le suore si dedicano principalmente all'insegnamento, sia in scuole primarie e secondarie che in istituti tecnici e professionali, ma anche all'assistenza ad anziani e ammalati e al servizio domestico in seminari, collegi religiosi e case per ritiri.
Sono presenti in Belize, in Colombia, in Italia, in Messico, in Spagna e negli Stati Uniti d'America; la sede generalizia è a Città del Messico.
Alla fine del 2008 la congregazione contava 357 religiose in 49 case.